# Gran Premi d'Europa del 2010
El Gran Premi d'Europa de Fórmula 1 de la Temporada 2010 s'ha disputat al circuit urbà de València, el 27 de juny del 2010.

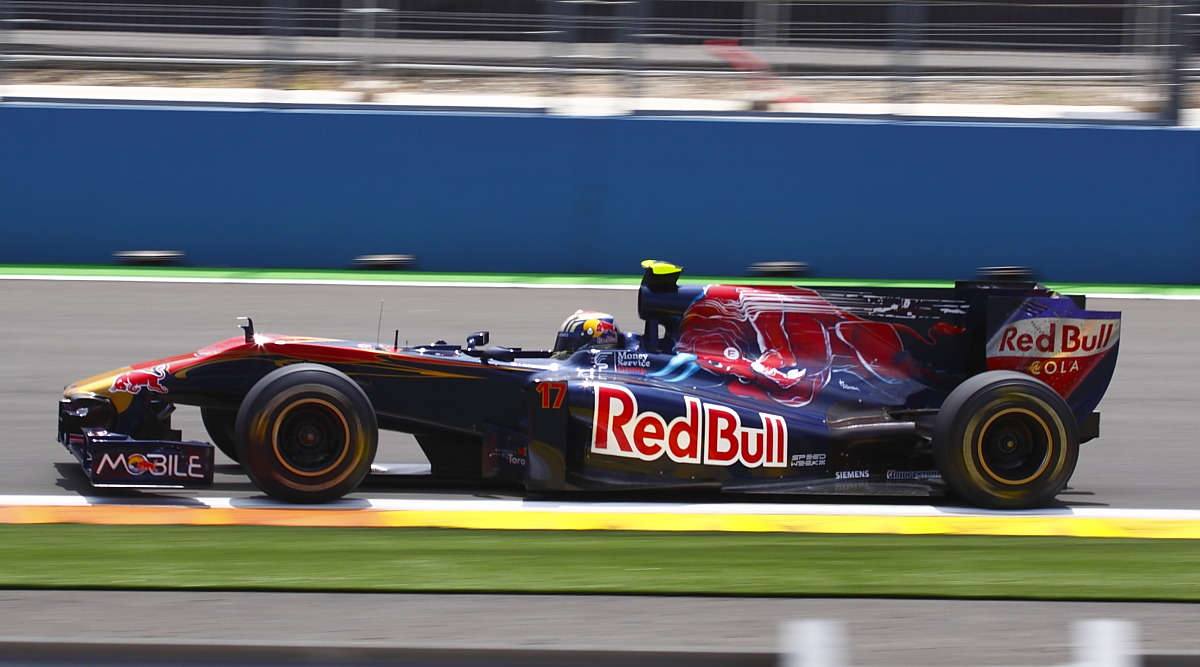
Jaume Alguersuari al GP d'Europa'2010

## Qualificació

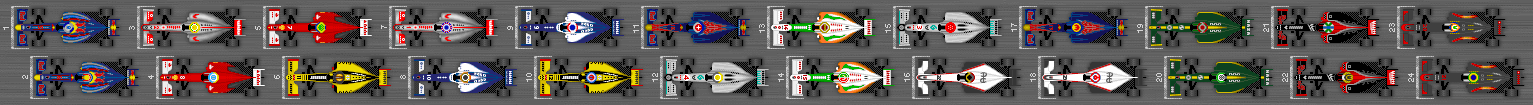
Posicions després de la qualificació

| Pos | No | Pilot              | Constructor            | Part 1   | Part 2   | Part 3   | Sortida |
| --- | -- | ------------------ | ---------------------- | -------- | -------- | -------- | ------- |
| 1   | 5  | Sebastian Vettel   | Red Bull - Renault     | 1:38.324 | 1:38.015 | 1:37.587 | 1       |
| 2   | 6  | Mark Webber        | Red Bull - Renault     | 1:38.549 | 1:38.041 | 1:37.662 | 2       |
| 3   | 2  | Lewis Hamilton     | McLaren - Mercedes     | 1:38.697 | 1:38.158 | 1:37.969 | 3       |
| 4   | 8  | Fernando Alonso    | Ferrari                | 1:38.472 | 1:38.179 | 1:38.075 | 4       |
| 5   | 7  | Felipe Massa       | Ferrari                | 1:38.657 | 1:38.046 | 1:38.127 | 5       |
| 6   | 11 | Robert Kubica      | Renault                | 1:38.132 | 1:38.062 | 1:38.137 | 6       |
| 7   | 1  | Jenson Button      | McLaren - Mercedes     | 1:38.360 | 1:38.399 | 1:38.210 | 7       |
| 8   | 10 | Nico Hülkenberg    | Williams - Cosworth    | 1:38.843 | 1:38.523 | 1:38.428 | 8       |
| 9   | 9  | Rubens Barrichello | Williams - Cosworth    | 1:38.449 | 1:38.326 | 1:38.428 | 9       |
| 10  | 12 | Vitali Petrov      | Renault                | 1:39.004 | 1:38.552 | 1:38.523 | 10      |
| 11  | 16 | Sébastien Buemi    | Toro Rosso - Ferrari   | 1:39.096 | 1:38.586 |          | 11      |
| 12  | 4  | Nico Rosberg       | Mercedes               | 1:38.752 | 1:38.627 |          | 12      |
| 13  | 14 | Adrian Sutil       | Force India - Mercedes | 1:39.021 | 1:38.851 |          | 13      |
| 14  | 15 | Vitantonio Liuzzi  | Force India - Mercedes | 1:38.969 | 1:38.884 |          | 14      |
| 15  | 3  | Michael Schumacher | Mercedes               | 1:38.994 | 1:39.234 |          | 15      |
| 16  | 22 | Pedro de la Rosa   | BMW Sauber - Ferrari   | 1:39.003 | 1:39.264 |          | 16      |
| 17  | 17 | Jaime Alguersuari  | Toro Rosso - Ferrari   | 1:39.128 | 1:39.548 |          | 17      |
| 18  | 23 | Kamui Kobayashi    | BMW Sauber - Ferrari   | 1:39.343 |          |          | 18      |
| 19  | 18 | Jarno Trulli       | Lotus - Cosworth       | 1:40.658 |          |          | 19      |
| 20  | 19 | Heikki Kovalainen  | Lotus - Cosworth       | 1:40.882 |          |          | 20      |
| 21  | 25 | Lucas di Grassi    | Virgin - Cosworth      | 1:42.086 |          |          | 21      |
| 22  | 24 | Timo Glock         | Virgin - Cosworth      | 1:42.140 |          |          | 22      |
| 23  | 20 | Karun Chandhok     | HRT - Cosworth         | 1:42.600 |          |          | 23      |
| 24  | 21 | Bruno Senna        | HRT - Cosworth         | 1:42.851 |          |          | 24      |

## Resultats de la cursa
| Pos. | Nº | Pilot              | Equip                  | Voltes | Temps/Retirada | Graella | Punts |
| ---- | -- | ------------------ | ---------------------- | ------ | -------------- | ------- | ----- |
| 1    | 5  | Sebastian Vettel   | Red Bull - Renault     | 57     | 1h 40' 29. 571 | 1       | 25    |
| 2    | 2  | Lewis Hamilton     | McLaren - Mercedes     | 57     | + 5.042 s      | 3       | 18    |
| 3    | 1  | Jenson Button      | McLaren - Mercedes     | 57     | + 12.658 s 1   | 7       | 15    |
| 4    | 9  | Rubens Barrichello | Williams - Cosworth    | 57     | + 25.627 s 1   | 9       | 12    |
| 5    | 11 | Robert Kubica      | Renault                | 57     | + 27.122 s 1   | 6       | 10    |
| 6    | 14 | Adrian Sutil       | Force India - Mercedes | 57     | + 30.168 s1    | 13      | 8     |
| 7    | 23 | Kamui Kobayashi    | BMW Sauber - Ferrari   | 57     | + 30.965 s     | 18      | 6     |
| 8    | 8  | Fernando Alonso    | Ferrari                | 57     | + 32.809 s     | 4       | 4     |
| 9    | 16 | Sébastien Buemi    | Toro Rosso - Ferrari   | 57     | + 36.299 s1    | 11      | 2     |
| 10   | 4  | Nico Rosberg       | Mercedes               | 57     | + 44.382 s     | 12      | 1     |
| 11   | 7  | Felipe Massa       | Ferrari                | 57     | + 46.621 s     | 5       |       |
| 12   | 22 | Pedro de la Rosa   | BMW Sauber - Ferrari   | 57     | + 47.414 s1    | 16      |       |
| 13   | 17 | Jaime Alguersuari  | Toro Rosso - Ferrari   | 57     | + 48.239 s     | 17      |       |
| 14   | 12 | Vitali Petrov      | Renault                | 57     | + 48.287 s1    | 10      |       |
| 15   | 3  | Michael Schumacher | Mercedes               | 57     | + 48.826 s     | 15      |       |
| 16   | 15 | Vitantonio Liuzzi  | Force India - Mercedes | 57     | + 50.890 s1    | 14      |       |
| 17   | 25 | Lucas di Grassi    | Virgin - Cosworth      | 56     | + 1 Volta      | 21      |       |
| 18   | 20 | Karun Chandhok     | HRT - Cosworth         | 55     | + 2 Voltes     | 23      |       |
| 19   | 24 | Timo Glock         | Virgin - Cosworth      | 55     | + 2 Voltes2    | 22      |       |
| 20   | 21 | Bruno Senna        | HRT - Cosworth         | 55     | + 2 Voltes     | 24      |       |
| 21   | 18 | Jarno Trulli       | Lotus - Cosworth       | 53     | + 4 Voltes     | 19      |       |
| Ret  | 10 | Nico Hülkenberg    | Williams - Cosworth    | 49     | Prob. físics   | 8       |       |
| Ret  | 19 | Heikki Kovalainen  | Lotus - Cosworth       | 8      | Col·lisió      | 20      |       |
| Ret  | 6  | Mark Webber        | Red Bull - Renault     | 8      | Col·lisió      | 2       |       |

Notes:
1.^  – Button, Barrichello, Kubica, Sutil, Buemi, de la Rosa, Petrov i Liuzzi van ser sancionats amb 5 segons de penalització per no respectar les voltes amb safety car. Hülkenberg també va ser penalitzat però aquest pilot no va finalitzar la cursa.
2.^  – Glock va ser penalitzat amb 20 segons per no respectar les banderes blaves.

## Altres
- Pole: Sebastian Vettel 1' 37. 587

- Volta ràpida: Robert Kubica 1' 38. 766 (a la volta 54)